# Поживанов, Михаил Александрович
Михаил Александрович Пожива́нов (род. 12 апреля 1960 г., Днепропетровск) — украинский политик, государственный и общественный деятель, меценат. Народный депутат Украины четырёх созывов, занимал правительственные должности. Глава общественной организации «Фонд муниципальных реформ „Магдебургское право“». Доктор технических наук (1994), профессор (1996).

## Биография
Михаил Поживанов родился 12 апреля 1960 года в Днепропетровске. В возрасте 5 лет вместе с родителями переехал в Липецк, где окончил среднюю школу.
В 1982 году получил высшее техническое образование по специальности «инженер-металлург» в Московском институте стали и сплавов. В 1986 году закончил аспирантуру там же, защитил кандидатскую диссертацию.
На протяжении 1991—1994 годов обучался в докторантуре Днепропетровской национальной металлургической академии. Там защитил докторскую диссертацию.
В 2003 году получил второе высшее образование. Окончил Национальную академию внутренних дел Украины (2000—2003) по специальности «юрист».
Свободно владеет украинским, русским, английским и немецким языками.
Увлекается теннисом, футболом, баскетболом, плаванием, горнолыжным спортом, коллекционированием и рисованием картин, книгами.
Семья
Отец Александр Михайлович (1934—2003) — доктор технических наук, Заслуженный изобретатель РСФСР, лауреат Государственной премии УССР в области науки и техники (1990). Первый глава Государственного комитета Украины по металлургической промышленности.
Мать Алла Николаевна (1937—2011). Жена Татьяна Анатольевна (1963). Сыновья Александр (1987), Валерий (1989), Сергей (1996).

## Карьера
Михаил Поживанов начал трудовой путь в 1986 году, на металлургическом комбинате «Азовсталь» в Мариуполе (Донецкая область). Работал разливщиком стали, мастером, и. о. начальника цеха.

### 1990-е
В 1991—1994 годах возглавлял малое предприятие «Азовтехна».
В 1994 году Поживанов впервые был избран народным депутатом Украины, а также городским головой Мариуполя и главой горсовета (занимал должности до 1998 года). Тогда он возглавил футбольный клуб «Металлург».
Будучи мэром, Михаил Поживанов добился пересмотра нормативов местного бюджета, который в следующем 1995 году был перевыполнен на 54 %. В городе была полностью ликвидирована задолженность по зарплатам и пенсиям.
При городском голове Поживанове были построены станция переливания крови, детская поликлиника Приморского района, новый коллектор. Был проведен капитальный ремонт коммунальных систем, внедрена система мониторинга выбросов ядовитых веществ в атмосферу, восстановлена Галерея Куинджи (сейчас — Мариупольский художественный музей имени Куинджи).
В 1996 и 1997 годах Поживанова номинировали на звание «Человек года» (укр. «Людина року») в номінації «Городской голова».
В 1998 году Михаил Поживанов при грантовой поддержке основал общественную организацию «Фонд муниципальных реформ „Магдебургское право“».

### 2000-е
В 1999 году работал в избирательном штабе Александра Омельченко на выборах киевского городского головы. После победы последнего, с августа, Поживанов начал работу в Киевской городской государственной администрации (КГГА). Сначала на должности и. о. заместителя головы, затем — заместителя руководителя секретариата.
В 2000 году Михаил Поживанов возглавил Главное управление внешнеполитических связей и инвестиций КГГА, созданное по его инициативе, в 2002 стал заместителем городского головы А. Омельченко. В этот период были обновлены программные документы КГГА по привлечению инвестиций, разработана концепция системы муниципальных гарантий для защиты прав инвесторов.
Михаил Поживанов организовывал и принимал участие в Road Show в разных странах мира (в том числе в таких городах: Нью-Йорк, Лондон, Бостон, Вена, Мюнхен, Франкфурт-на-Майне, Цюрих). С помощью продажи еврооблигаций Киев привлек 150 млн (2003) и 200 млн (2004) долларов займа.
Будучи ответственным за инвестиционный сектор КГГА Поживанов возглавлял команду, которая защитила интересы Украины в судебном разбирательстве по иску «Дженерейшн Юкрейн» на сумму 9 млрд долларов. Дело рассматривалось в Вашингтоне, где было выиграно. За это Михаил Поживанов получил Благодарность от Кабинета Министров Украины.
Дополнительное направление внешнеэкономической деятельности — стимулирование въездного туризма, особенно делового, конгрессного и выставочного. С этой целью заместитель городского головы Михаил Поживанов вместе с украинским туристическим бизнесом внедрили практику единого стенда в международных туристических мероприятиях, в частности на Международной туристической бирже в Лондоне «WTM — 2004».
В первые дни Оранжевой революции Поживанов — заместитель городского головы Киева и руководитель управления жилищно-коммунального хозяйства города (с сентября 2004 года) — наладил круглосуточную уборку Майдана Незалежности коммунальными службами. Ежедневно каждый район столицы присылал по 30 дворников.
В 2005 году Михаил Поживанов — вновь депутат Верховной рады Украины. Также он избирался в 2006 и 2007 годах. 29 декабря 2007 года его назначили главой Госрезерва Украины.
С декабря 2008 по март 2010 года был заместителем министра экономики Богдана Данилишина.

### 2010-е
В 2010—2014 гг. работал в девелоперской компании «EYEMAXX Real Estate AG» (Австрия) от должности менеджера проекта до руководителя офиса. Руководил чешским, словацким и венгерским филиалами компании.

## Политическая деятельность

### 1990-е
В 1994 году Михаил Поживанов был избран в Верховную раду Украины II созыва от Мариупольско-Октябрьском избирательного округа № 135. На момент избрания являлся беспартийным.
Со временем Поживанов присоединился к Либеральной партии, стал членом её Политсовета и исполкома. Входил в фракцию «Социально-рыночный выбор», где собрались либералы. Работал в Комитете по вопросам экономической политики и управления народным хозяйством.
С 1995 по 1998 год был членом Координационного совета по вопросам местного самоуправления при Президенте Украины.
Михаил Поживанов стоял у истоков партии «Реформы и порядок», которая возникла в октябре 1997 года. Стал 4-м у партийном списке на парламентских выборах 1998 года. Также баллотировался как мажоритарник от избирательного округа № 56 (Мариуполь), и на должность городского головы на посаду Мариуполя. Но он нигде не прошёл. Парламентские и местные выборы в городе произошли с многочисленными нарушениями действующего законодательства. Это было признано в июле 2002 года соответствующим решением Печерского районного суда Киева. Однако это случилось уже после окончание каденции городского головы и парламента.

### 2000-е
В январе 2002 года от Партии «Реформы и порядок» Михаил Поживанов стал № 87 в избирательном списке Блока Виктора Ющенко «Наша Украина». На выборах 31 марта блок получил лишь 70 списочных мандатов.
Михаил Поживанов вошёл в депутатский корпус Верховной рады Украины IV созыва только 5 января 2005 года, когда ряд депутатов от блока перешли в исполнительные органы власти. Он работал заместителем главы Комитета Верховной рады Украины по вопросам Европейской интеграции. Также был членом Временной следственной комиссии, которая расследовала возможный факт незаконного финансирования избирательной кампании Ющенко со стороны Бориса Березовского.
25 мая 2006 года Поживанов, к тому времени — член Народного Руха Украины (НРУ), избран в парламент (V созыв) по спискам «Нашей Украины» (№ 74). В парламенте работал секретарем Комитета по вопросам экологической политики, природопользования и ликвидации последствий Чернобыльской катастрофы, принимал участие в работе групп по межпарламентских связей ряда государств и др..
В тот год «Наша Украина» выдвинула Михаила Поживанова на пост городского головы Донецка, но на выборы он не пошёл.
24 марта 2007 года на съезде НРУ было приостановлено членство Поживанова, который незадолго до этого искал у руководителей областных комитетов поддержки для своей кандидатуры на пост лидера партии. Это вызвало противостояние с действующим главою — Борисом Тарасюком. По мнению Михаила Поживанова, его оппонент «удовлетворяет свои амбиции, беспокоясь лишь о своем пиаре». Сын основателя Руха — Тарас Черновол — предположил, что такой поворот стал возможен из-за «персональной несовместимости и взаимной неприязни» между обоими.
7 июня 2007 года на основании решения съезда блока «Наша Украина» Поживанов вместе с 28-мю коллегами сложил мандат народного депутата. В тот год его избрали на внеочередных выборах от Блока Юлии Тимошенко (VI созыв). Работал в Комитете по вопросам государственного строительства и местного самоуправления, в группах по межпарламентских связях.
Осенью 2007 года Поживанов провёл общественную акцию «За сознательный выбор киевлян», разместив с столице Украины билборды и ситилайты, где выступил за проведение выборов городского головы Киева в два тура и за принятие закона о референдуме, который наделяет горожан правом увольнять мэра.
29 декабря 2007 года Михаил Поживанов возглавил Госрезерв Украины. В связи с этим он досрочно сдал мандат народного депутата (май 2008). А 17 декабря 2008 года Поживанова уволили с Госрезерва и назначили заместителем министра экономики в правительстве Тимошенко.

### Преследование при президенте Януковиче (2010—2014)
В марте 2010 года Михаила Поживанова уволили с правительственной должности в связи с отставкой правительства Юлии Тимошенко.
В июне он лечился в австрийской клинике Рудольфинерхаус, где познакомился с руководителем девелоперской компании «EYEMAXX AG», и получил деловое предложение. С 6 сентября 2010 года Поживанов имеет разрешение на работу и проживание в Австрии. Вскоре он подписывает контракт на 5 лет.
31 января 2011 года СБУ возбудила криминальное дело и объявила Поживанова в розыск. Следователи инкриминировали бывшему начальнику Госрезерва хищение 35 млн грн.
Это было частью политических преследований членов правительства Тимошенко (2010—2013).
Поживанов письменно сообщил свои контакты генеральному прокурору и начальнику СБУ. Впрочем, до 2014 года взаимодействия со следователями не было.
По мнению Поживанова, дело было местью «донецких» за его деятельность на посту городского головы Мариуполя. Журналистка Соня Кошкина предложила альтернативную версию. Она считала, что в действиях власти прослеживается обычное рейдерство: завладеть недвижимостью Поживнаова, пока собственник находится заграницей и не может отреагировать.
В 2012 году следствие было прекращено, что совпало со временем отставки начальника СБУ Валерия Хорошковского. Официальная причина: неизвестное местонахождение Михаила Поживанова. Хотя силовикам и СМИ были известны координаты политика и его готовность свидетельствовать.

### Возвращение в Киев
27 января 2014 года уголовное производство было закрыто. Вскоре в Вену прибыл следователь, которому Поживанов 6 часов давал показания. Обвинения окончательно сняли, а дело закрыли как незаконно возбужденное. 20 марта 2014 года Михаил Александрович сообщил журналистам о своем возвращении на родину.
В 2014 году он принял участие в открытых конкурсах на должности заместителя министра в Минрегионстроительстве и Минэкологии. Обе конкурсные комиссии одобрили кандидатуру Поживанова. Но министр Минрегионстроительства отказался подавать кандидата на утверждение. От работы в Минэкологии Михаил Поживанов отказался сам, узнав о непрозрачных договорённостях.
В 2017 году Михаил Поживанов стал членом Аграрной партии Украины. 17 декабря 2017 года на XIII съезде партии его избрали в Президиум Политсовета.

## Законодательная деятельность
Как депутат, самый большой вклад Михаил Поживанов внёс в законодательство о местном самоуправлении.
Он принимал участие в разработке текста Конституции Украины первой редакции. Работал в группе, которая отвечала за проект 11 раздела «Местное самоуправление». Михаил Поживанов отстаивал воплощение норм «Европейской хартии местного самоуправления» (тогда ещё не ратифицированной). В том числе, отмену вертикального подчинения местных советов. Также он выступил за право органов местного самоуправления распоряжаться частью собранных налогов и не отдавать всё в государственный бюджет.
Вместе с Александром Лавриновичем Михаил Поживанов предложил около 800 правок в проект закона «О местном самоуправлении» (1997).

## Общественная и благотворительная деятельность
Михаил Поживанов занимается активной общественной и благотворительной деятельностью с начала 1990-х годов.
Футбол
В 1994 году он возглавил мариупольский футбольный клуб «Азовец» (сейчас — «Мариуполь»), который тогда играл во второй лиге Украины. Поживанов поспособствовал, чтобы в 1995 году к команде присоединились игроки расформированного луганского «Динамо». И по результатам сезона 1995—1996, усиленные мариупольцы вышли в Первую лигу.
В 1996 году клуб переименован в «Металлург». Летом к команде присоединился обладатель «Золотого мяча» Игорь Беланов. В 1997 году мариупольцы вышли в Высшую лигу Чемпионата Украины.
В 1997 году Поживанов был номинирован на звание «Президент футбольного клуба», но уступил Григорию Суркису.
В 2001 году Михаил Поживанов, с Александром Омельченко и Вячеславом Грозным, положили начало киевскому футбольному клубу «Арсенал». В течение 2002—2003 годов Поживанов был его президентом.
Меценат
Михаил Поживанов поддерживает храмовое строительство. Его наибольший вклад — возведение собора Архистратига Михаила в Мариуполе. Местные жители до сих пор называют этот храм «Поживановской церковью».
В 1998 году возле собора по инициативе и при поддержке Поживанова был открыт памятник Игнатию Мариупольскому — основателю города.
В 2007 году Михаил Поживанов оказал спонсорскую и организаторскую поддержку Всеукраинскому благотворительному проекту «Счастливые ладошки». Это мероприятие было направлено помочь социальной адаптации детей-сирот. В течение нескольких месяцев в детдомах и школах-интернатах специальная комиссия искала детей в возрасте 15—17 лет, у которых были особые способности в образовании, искусстве и спорте.
В 2008 году Поживанов финансировал издание книги Наталии Белоус «Киев в конце ХV — в первой половине XVII века. Городская власть и самоуправление» (укр. «Київ наприкінці ХV – у першій половині ХVІІ століття. Міська влада і самоврядування»), а в 2011 — «Кобзарь» Т. Шевченко с полными иллюстрациями Софьи Караффы-Корбут.
Отдельное внимание Михаил Александрович уделяет художественному искусству. На базе собственного собрания картин, он в 2009 году основал «Галерею АВС-арт». Вместе с этим основал серию альбомов «Имена» (укр. «Імена»), о творчестве современных украинских художников. Были изданы альбомы Бориса Буряка, Олега Минько, Феодосия Гуменюка, Петра Бевзы, Сергея Савченко.
Общественное движение
Поживанов основал и с 1998 года возглавляет общественное объединение «Фонд муниципальных реформ „Магдебургское право“», целью деятельности которого является возрождение и развитие украинского местного самоуправления.
Кроме работы в своем Фонде, в 2017 году Михаил Поживанов работал в экспертной группе общественного движения «Рідна країна», возглавляемого Николаем Томенко. Входит в состав Высшего академического совета общенациональной программы «Человек года».
Также Михаил Поживанов является активным колумнистом нескольких украинских изданий: пишет статьи про актуальные события.

## Научная деятельность
Первое авторское свидетельство на изобретение Поживанов получил на четвёртом курсе обучения в МИСиС. Сейчас, изобретения созданные с его участием, применяются в различных странах: Германия, Китай, Македония и др..
В 1986 году он защитил диссертацию кандидата технических наук. Практические опыты продолжил на металлургическом комбинате «Азовсталь». В 1994 году защитил докторскую диссертацию «Разработка теоретических основ и комплексной технологии получения особо чистой высококачественной конвертерной стали для толстого листа».
Хотя Михаил Поживанов стал одним из самых молодых докторов наук в СНГ, в связи с кризисом научных учреждений, он сменил приоритеты в начале 1990-х годов и пошёл в политику. При возможности продолжал научные исследования. Будучи мэром Мариуполя, занялся вопросами экологии, в частности темой отходов в городе. Одну из книг по этой проблеме — «Катастрофу можно отменить» — перевели на английский язык.
На общественных началах Поживанов продолжал заниматься вопросами металлургии. В частности, он работал ведущим старшим научным сотрудником Физико-технологического института металлов и сплавов НАН Украины.
Книги и монографии (частично)
Михаил Поживанов — автор (соавтор) более 100 научных работ. Это монографии по вопросам металлургии, охраны окружающей среды, европейским ценностям, интеграции Украины в Европу. Среди работ:
- Поживанов М. А. Катастрофу можно отменить. — Мариуполь: Посейдон, 1995. — 224 с. — ISBN 5-7507-1113-7
- Поживанов М. О. У майбутнє треба дивитися очима правди і добра. — К.: АТЗТ «Видавничий центр ДрУк», 2001. — 240 с. — ISBN 966-7342-17-4 (укр.)
- Поживанов М. А. Украина открывает дверь в тысячелетие. — К.: Альтерпрес, 2002. — 352 с. — ISBN 966-542-138-7
- Поживанов М. О. Українські вектори місцевого самоврядування. — К.: Альтерпрес, 2004. — 368 с. — ISBN 966-542-259-6 (укр.)
- Поживанов М. А. Внепечная металлургия чугуна. — К.: ФТИМС НАН Украины, 2006. — 78 с.
- Поживанов М. А., Шахпазов Е. Х. Выплавка стали для автолиста. — М.: Интерконтакт Наука, 2006. — 165. — ISBN 5-902063-22-1
- Поживанов М. А. Возвращение на континент европейской цивилизации. — К.: Альтерпрес, 2006. — 352 с. — ISBN 966-542-288-X
- Поживанов М. О. Повернення на континент європейської цивілізації. — К.: Альтерпрес, 2006. — 352 с. — ISBN 966-542-2901 (укр.)
- Поживанов М. А. Колокол звонит и по тебе (Катастрофу можно отменить — 2). — К.: Сіті Прес Компані, 2014. — 288. — ISBN 978-617-7126-01-9

## Награды и премии
- Лауреат премии имени академика И. П. Бардина (1985) — за внедрение дипломной работы на Карагандинском металлургическом комбинате[70].
- Лауреат премии Ленинского комсомола в области науки и техники (1987)[72].
- Заслуженный работник промышленности Украины (2004)[73].